# Saint-Bonnet-de-Chavagne
Saint-Bonnet-de-Chavagne és un municipi francès situat al departament de la Isèra i a la regió d'Alvèrnia-Roine-Alps. L'any 2007 tenia 600 habitants.

## Demografia

### Població
El 2007 la població de fet de Saint-Bonnet-de-Chavagne era de 600 persones. Hi havia 221 famílies de les quals 46 eren unipersonals (23 homes vivint sols i 23 dones vivint soles), 57 parelles sense fills, 107 parelles amb fills i 11 famílies monoparentals amb fills.
La població ha evolucionat segons el següent gràfic:
Habitants censats

### Habitatges
El 2007 hi havia 264 habitatges, 226 eren l'habitatge principal de la família, 22 eren segones residències i 15 estaven desocupats. 236 eren cases i 28 eren apartaments. Dels 226 habitatges principals, 190 estaven ocupats pels seus propietaris i 36 estaven llogats i ocupats pels llogaters; 1 tenia una cambra, 7 en tenien dues, 30 en tenien tres, 57 en tenien quatre i 131 en tenien cinc o més. 192 habitatges disposaven pel capbaix d'una plaça de pàrquing. A 102 habitatges hi havia un automòbil i a 115 n'hi havia dos o més.

### Piràmide de població
La piràmide de població per edats i sexe el 2009 era:
| Homes | Edats   | Dones |
| ----- | ------- | ----- |
| 0     | 95 o +  | 0     |
| 0     | 90 a 94 | 0     |
| 8     | 85 a 89 | 8     |
| 8     | 80 a 84 | 4     |
| 16    | 75 a 79 | 8     |
| 4     | 70 a 74 | 8     |
| 12    | 65 a 69 | 8     |
| 12    | 60 a 64 | 8     |
| 28    | 55 a 59 | 32    |
| 12    | 50 a 54 | 8     |
| 16    | 45 a 49 | 16    |
| 16    | 40 a 44 | 4     |
| 16    | 35 a 39 | 12    |
| 28    | 30 a 34 | 24    |
| 4     | 25 a 29 | 12    |
| 12    | 20 a 24 | 8     |
| 8     | 15 a 19 | 4     |
| 8     | 10 a 14 | 4     |
| 4     | 5 a 9   | 16    |
| 16    | 0 a 4   | 24    |

## Economia
El 2007 la població en edat de treballar era de 355 persones, 270 eren actives i 85 eren inactives. De les 270 persones actives 250 estaven ocupades (145 homes i 105 dones) i 21 estaven aturades (9 homes i 12 dones). De les 85 persones inactives 33 estaven jubilades, 29 estaven estudiant i 23 estaven classificades com a «altres inactius».

### Ingressos
El 2009 a Saint-Bonnet-de-Chavagne hi havia 238 unitats fiscals que integraven 650 persones, la mediana anual d'ingressos fiscals per persona era de 17.245 €.

### Activitats econòmiques
Dels 17 establiments que hi havia el 2007, 3 eren d'empreses de fabricació d'altres productes industrials, 5 d'empreses de construcció, 3 d'empreses d'hostatgeria i restauració, 1 d'una empresa d'informació i comunicació, 1 d'una empresa financera, 3 d'empreses de serveis i 1 d'una entitat de l'administració pública.
Dels 3 establiments de servei als particulars que hi havia el 2009, 1 era un paleta, 1 guixaire pintor i 1 electricista.
L'any 2000 a Saint-Bonnet-de-Chavagne hi havia 34 explotacions agrícoles que ocupaven un total de 714 hectàrees.

## Equipaments sanitaris i escolars
El 2009 hi havia una escola elemental integrada dins d'un grup escolar amb les comunes properes formant una escola dispersa.

## Poblacions properes
El següent diagrama mostra les poblacions més properes.